# Sportovec roku 1982

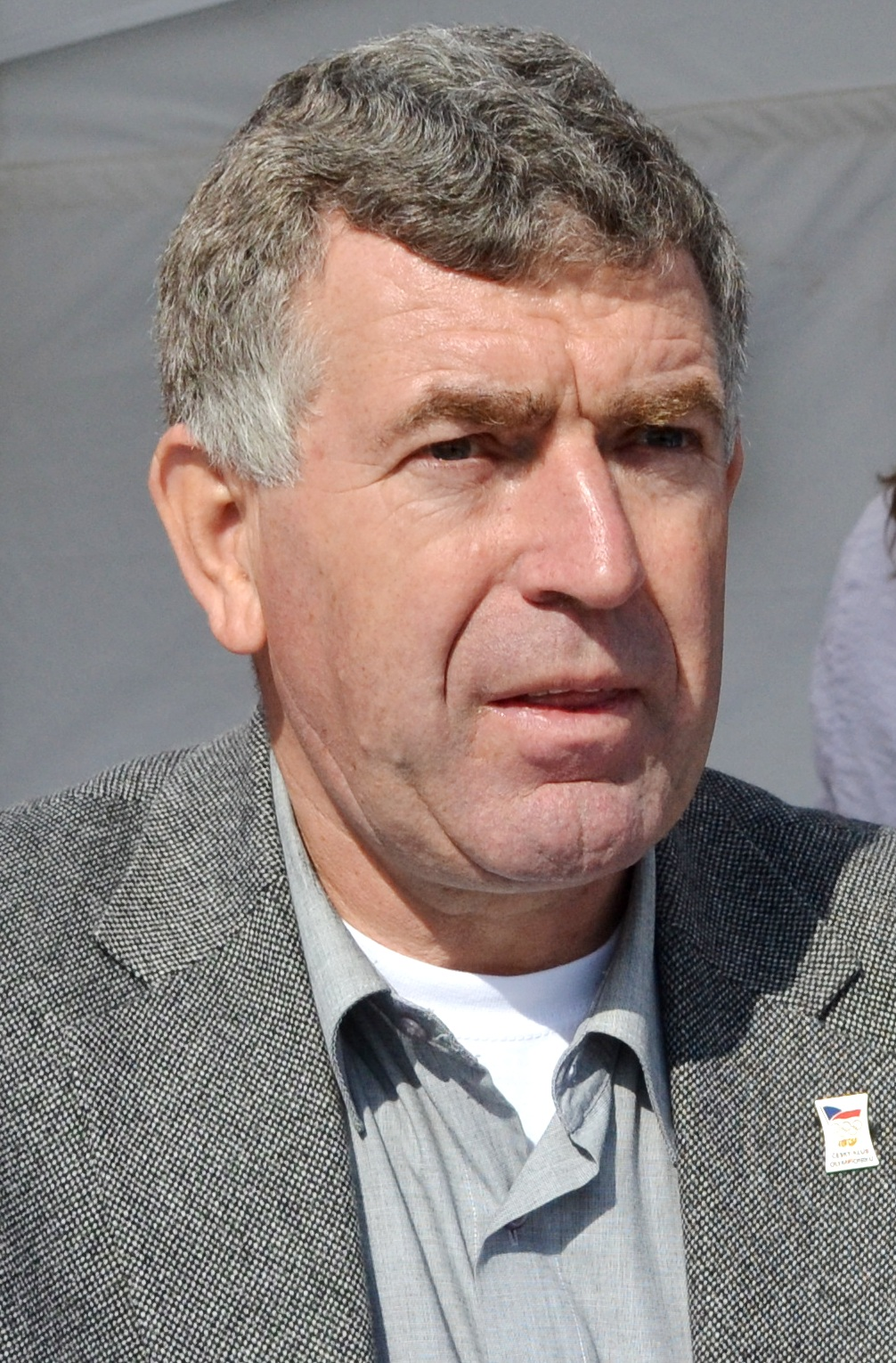
Imrich Bugár

Sportovec roku 1982 byl 24. ročník ankety sportovních novinářů o nejlepšího sportovce Československa. Vítězem se stal diskař Imrich Bugár, který se toho roku stal mistrem Evropy. V kategorii družstev zvítězil československý motocyklový Trophy team na Šestidenní.

## První desítka jednotlivci
1. Imrich Bugár (atletika)
2. Jarmila Kratochvílová (atletika)
3. Miloš Fišera (cyklokros)
4. Ivan Lendl (tenis)
5. Ivan Kučírek – Pavel Martínek (cyklistika)
6. Květa Jeriová (lyžování)
7. Dan Karabin (zápas)
8. Jozef Pribilinec (atletika)
9. Alana Hanousková (skiboby)
10. Hana Mandlíková (tenis)

## První trojka družstva
1. motocyklový Trophy team z Šestidenní
2. šachisté Československa
3. československá štafeta žen v běhu na 4×400 m